# Sainte-Croix-Grand-Tonne
Pour les articles homonymes, voir Tonne (homonymie).
Sainte-Croix-Grand-Tonne est une ancienne commune française, située dans le département du Calvados en région Normandie, devenue le 1er janvier 2017 une commune déléguée au sein de la commune nouvelle de Thue et Mue.
Elle est peuplée de 316 habitants.

## Géographie
Sainte-Croix-Grand-Tonne est une commune du Bessin située à proximité de la route nationale 13, à onze kilomètres de Bayeux et quinze kilomètres de Caen.
La commune est traversée par le Goupil — affluent de la Thue — et la Thue, un affluent du fleuve côtier la Seulles.

## Toponymie
Le nom de la localité est attesté sous les formes de S. Cruce en 1056, Sanctam  Crucem  De  Grantonne au XIe siècle, Sanctae  Crucis  de  Grentonis au XIIe siècle, Sainte Croix Grand Tonne en 1793, Sainte-Croix-Grandtonne en 1801.
Le toponyme évoque la Vraie Croix, dite également la Sainte Croix, qui serait la croix sur laquelle Jésus-Christ a été crucifié.
La transformation de Grantonne en Grand Tonne est une altération graphique d'après grand et tonne, sans rapport avec l'étymologie réelle du toponyme.

## Histoire
Le 22 juin 1786, le roi Louis XVI s'arrêta dans une auberge du village pour déjeuner alors qu'il était en route pour visiter le chantier du port de Cherbourg.
Le 1er janvier 2017, Sainte-Croix-Grand-Tonne intègre avec cinq autres communes la commune de Thue et Mue créée sous le régime juridique des communes nouvelles instauré par la loi no 2010-1563 du 16 décembre 2010 de réforme des collectivités territoriales. Les communes de Bretteville-l'Orgueilleuse, Brouay, Cheux, Le Mesnil-Patry, Putot-en-Bessin et Sainte-Croix-Grand-Tonne deviennent des communes déléguées et Bretteville-l'Orgueilleuse est le chef-lieu de la commune nouvelle.

## Politique et administration
| Période                                  | Période       | Identité          | Étiquette | Qualité |
| ---------------------------------------- | ------------- | ----------------- | --------- | ------- |
| décembre 1976                            | mars 2001     | Claude Marguerite | DVG       |         |
| mars 2001                                | décembre 2016 | Serge Calmels     | SE        |         |
| Les données manquantes sont à compléter. |               |                   |           |         |

## Démographie
L'évolution du nombre d'habitants est connue à travers les recensements de la population effectués dans la commune depuis 1793. À partir du 1er janvier 2009, les populations légales des communes sont publiées annuellement dans le cadre d'un recensement qui repose désormais sur une collecte d'information annuelle, concernant successivement tous les territoires communaux au cours d'une période de cinq ans. 
Pour les communes de moins de 10 000 habitants, une enquête de recensement portant sur toute la population est réalisée tous les cinq ans, les populations légales des années intermédiaires étant quant à elles estimées par interpolation ou extrapolation. Pour la commune, le premier recensement exhaustif entrant dans le cadre du nouveau dispositif a été réalisé en 2008,.
En 2021, la commune comptait 316 habitants, en évolution de +3,95 % par rapport à 2015 (Calvados : +1,58 %, France hors Mayotte : +2,49 %).
| 1793 | 1800 | 1806 | 1821 | 1831 | 1836 | 1841 | 1846 | 1851 |
| ---- | ---- | ---- | ---- | ---- | ---- | ---- | ---- | ---- |
| 501  | 505  | 499  | 505  | 540  | 542  | 533  | 520  | 514  |

| 1856 | 1861 | 1866 | 1872 | 1876 | 1881 | 1886 | 1891 | 1896 |
| ---- | ---- | ---- | ---- | ---- | ---- | ---- | ---- | ---- |
| 503  | 501  | 455  | 442  | 444  | 414  | 390  | 387  | 355  |

| 1901 | 1906 | 1911 | 1921 | 1926 | 1931 | 1936 | 1946 | 1954 |
| ---- | ---- | ---- | ---- | ---- | ---- | ---- | ---- | ---- |
| 328  | 302  | 297  | 220  | 206  | 207  | 184  | 210  | 341  |

| 1962 | 1968 | 1975 | 1982 | 1990 | 1999 | 2008 | 2013 | 2018 |
| ---- | ---- | ---- | ---- | ---- | ---- | ---- | ---- | ---- |
| 297  | 318  | 291  | 287  | 328  | 293  | 297  | 301  | 322  |

| 2019 | - | - | - | - | - | - | - | - |
| ---- | - | - | - | - | - | - | - | - |
| 319  | - | - | - | - | - | - | - | - |

## Économie
- Ancienne laiterie de la Société normande des dérivés du lait.

## Lieux et monuments

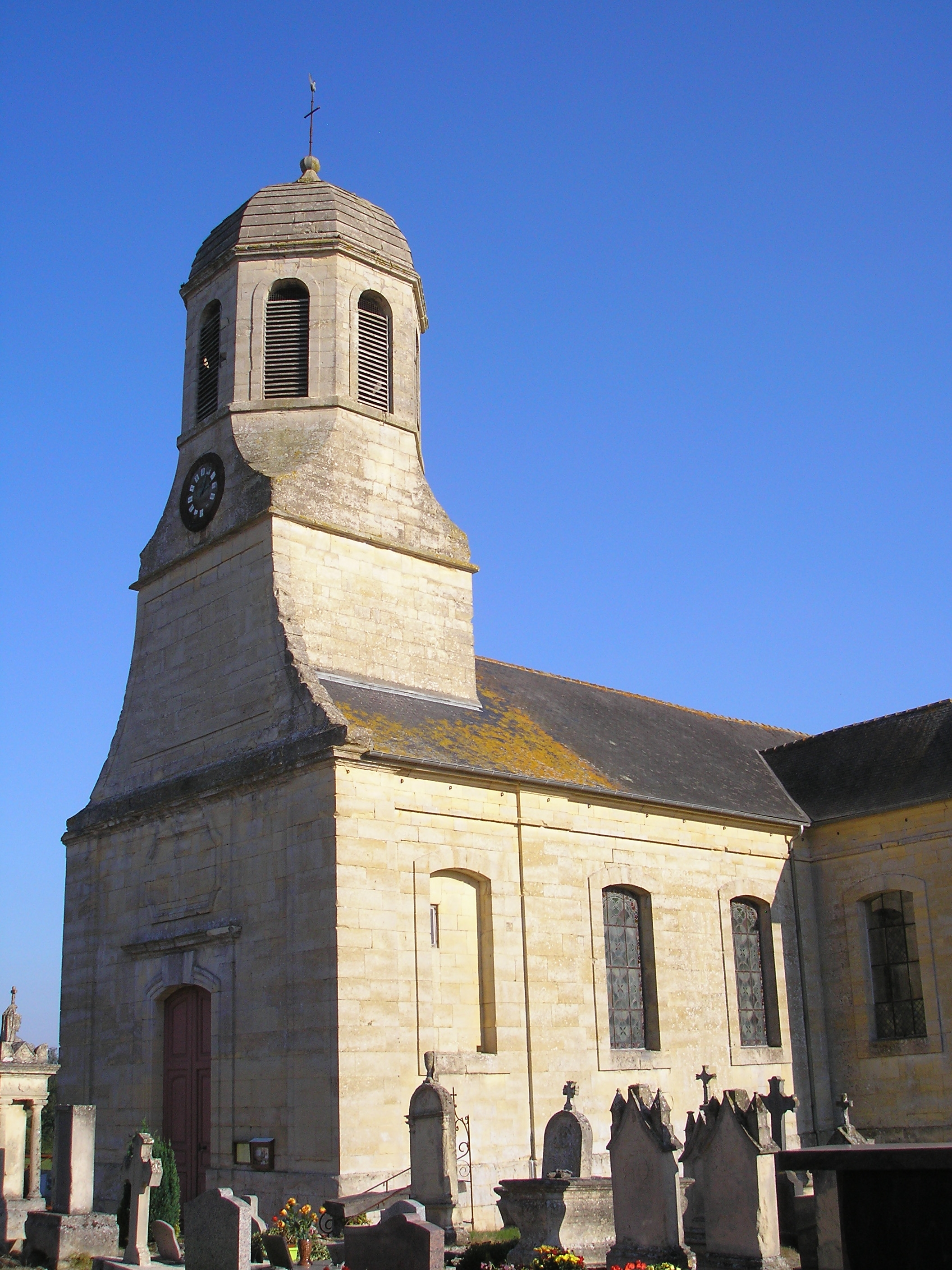
L'église.

- Vestiges préhistoriques et antiques.
- Église (XVIIIe siècle) de style sulpicien, autrefois dépendante de l'abbaye Sainte-Marie de Longues et de celle de Cordillon, qui fait l'objet d'une inscription au titre des monuments historiques depuis le 22 septembre 1986[10].
- Manoir (XVIIe et XVIIIe siècles), en partie inscrit au titre des monuments historiques[11].
- Château du Pavillon.
- Ensemble très homogène de maisons en pierre de Creully datant du XVIIIe siècle.
- Château de Grand Tonne, qui organise tous les ans un tournoi historique de chevalerie.